# Epitausa apicifera
Epitausa apicifera är en fjärilsart som beskrevs av Walker 1863. Epitausa apicifera ingår i släktet Epitausa och familjen nattflyn. Inga underarter finns listade i Catalogue of Life.